# Comunione di san Girolamo (Agostino Carracci)
La Comunione di san Girolamo (noto anche come Ultima comunione di san Girolamo) è un dipinto ad olio su tela di Agostino Carracci, databile tra il 1592 e il 1597.

## Storia

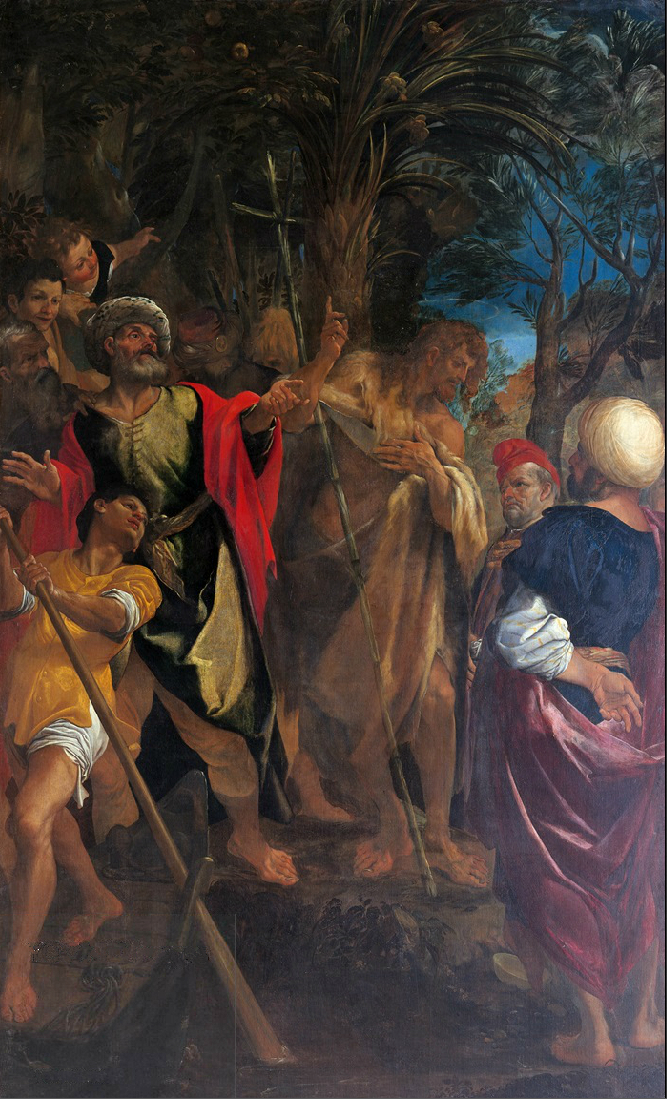
Ludovico Carracci, Predica del Battista, 1592, Pinacoteca Nazionale di Bologna.

Il dipinto venne realizzato per la chiesa bolognese di San Girolamo alla Certosa. Nello stesso luogo, di fronte alla tela di Agostino, era collocata una tela di suo cugino Ludovico, raffigurante la Predica del Battista (ora nella Pinacoteca di Bologna), datata 1592.
A questa stessa data potrebbe risalire anche il dipinto di Agostino, laddove, com'è plausibile, si ritenga che entrambe le opere facessero parte del medesimo programma di rinnovamento decorativo della chiesa bolognese.
Tuttavia Carlo Cesare Malvasia, biografo dei Carracci, nel suo Felsina Pittrice (1678), riferisce che Agostino avrebbe ritardato moltissimo l'esecuzione dell'opera, lavorandovi saltuariamente ed abbandonandola per lunghi periodi, sino al punto di prendere in considerazione di liberarsi dalla commissione restituendo gli anticipi. Sempre secondo il racconto del Malvasia, solo le esortazioni del vicelegato papale Orazio Spinola avrebbero, infine, convinto Agostino a portare a termine l'impresa. Tenuto conto che lo Spinola ricevette l'incarico di vicelegato a Bologna nel 1597 dovrebbe concludersi – se si dà credito a questo racconto – che il dipinto sia stato terminato solo in prossimità di quell'anno (dopo Agostino è certamente a Roma al seguito di suo fratello Annibale) e che, pertanto, la sua realizzazione avrebbe comportato per Agostino Carracci all'incirca cinque anni di impegno. 
Alcune posizioni critiche accettano questa ipotesi anche sulla base di considerazioni stilistiche, riscontrando nella Comunione di san Girolamo una maggior capacità del pittore di collocare un ampio numero di figure all'interno di uno spazio chiuso, rispetto a quanto non risulti in opere di poco antecedenti la metà degli anni Novanta del Cinquecento.
La tela è oggetto di una lunga ed encomiastica descrizione nelle Vite de' pittori, scultori et architetti moderni (1672) di Giovan Pietro Bellori, che definisce il dipinto il capolavoro di Agostino Carracci.
Nel 1796 il quadro fu requisito dalle truppe napoleoniche ed inviato a Parigi. Dopo il Congresso di Vienna fu restituito allo Stato Pontificio, di cui anche Bologna era parte, e collocato, nel 1817, nella Pinacoteca della città.

## Descrizione e stile

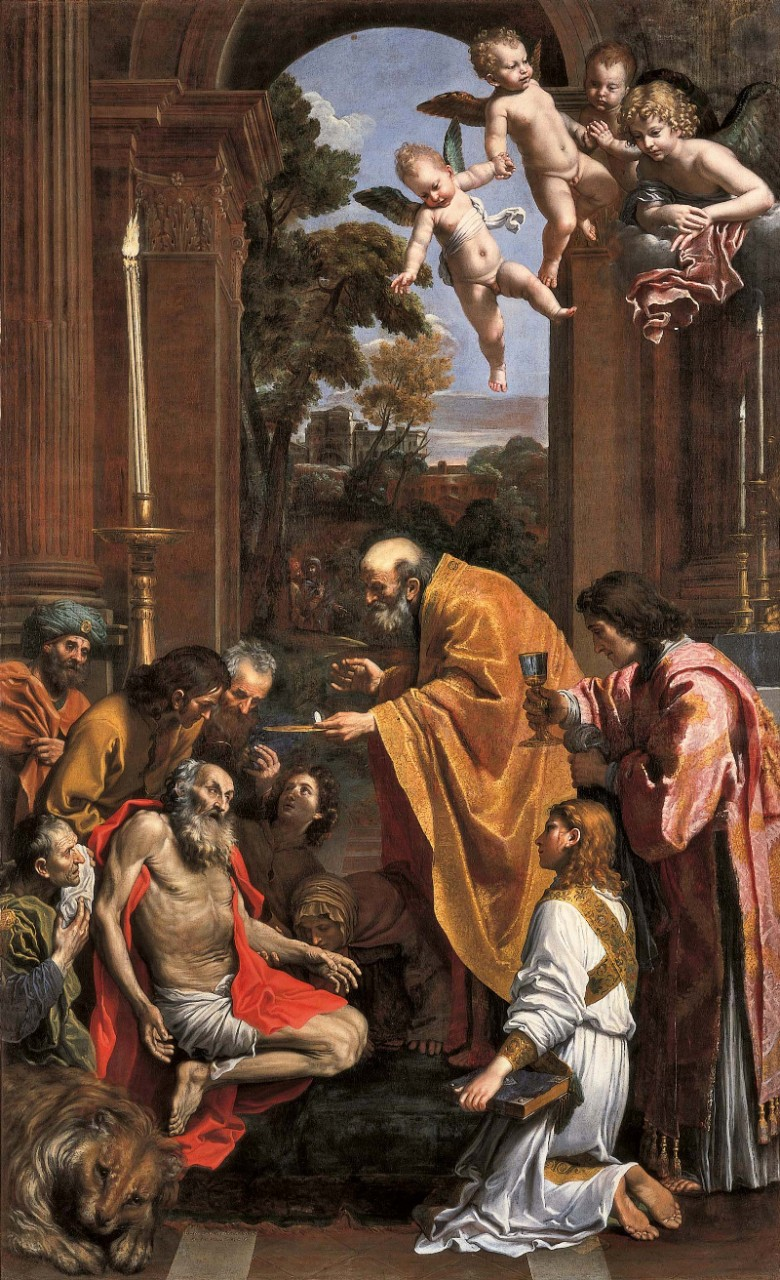
Domenichino, Comunione di san Girolamo, olio su tela, 1614, Pinacoteca vaticana

La grande tela illustra gli ultimi momenti di vita del padre della Chiesa  Girolamo, mentre, assistito da altri confratelli, si prepara inginocchiato a ricevere la sua ultima comunione.
La scena si svolge in un ambiente classicheggiante (la basilica della Natività di Betlemme, secondo il Bellori) che si apre su un paesaggio alberato al tramonto, visibile attraverso un'arcata.
Nell'efficace disposizione dei molti personaggi presenti, si fronteggiano due gruppi: il primo è dominato dal sacerdote, asse mediano del dipinto, che somministra il sacramento assistito da alcuni monaci dalla vistosa tonsura, colpita dalla luce proveniente da sinistra. 
Di fronte, nel secondo gruppo, vi è Girolamo, ormai vegliardo, ma il cui corpo mostra ancora qualche traccia di un antico vigore, che si accinge a prendere l'ostia consacrata mentre due confratelli lo sorreggono. Compare anche un uomo in turbante, a ricordare che l'evento si svolge in Terra santa.
Tutti gli attributi tipici dell'iconografia di san Girolamo sono presenti: il teschio, simbolo del suo rifiuto per la caduca vita terrena, il crocifisso, oggetto delle sue meditazioni di eremita e, infine, il leone, suo fedele compagno, che si intravede appena nell'angolo inferiore destro della tela (se ne scorgono una zampa e la criniera).  
Alcuni monaci guardano sorpresi in alto, dove ci sono due angeli, simbolo della presenza divina. 
Nell'opera tutte le esperienze di Agostino Carracci vengono riassunte in una perfetta armonia compositiva: l'immagine è descritta nei minimi particolari, delineando con precisione le forme e il volume delle figure grazie ad un disegno fortemente analitico,  mentre l'influsso della pittura veneta è determinante nel colore.
Anche l'espressione degli affetti, cioè la capacità di comunicare gli stati d'animo e i sentimenti degli astanti ed in particolare il profondo senso di religiosità che pervade la scena raffigurata, fu ed è oggetto di costante apprezzamento da parte della critica. Valga per tutti il Bellori che a proposito di questo quadro ebbe a considerare che sia stato un peccato che Agostino si sia dedicato così tanto all'arte incisoria sottraendo energie alla pittura.
Al Metropolitan Museum of Art si conserva un disegno di Ludovico Carracci che presenta evidenti analogie con la pala di Agostino nelle figure del santo e del sacerdote che gli somministra il sacramento. Di qui l'ipotesi che Agostino Carracci possa aver fruito dell'aiuto del suo più anziano cugino per la realizzazione della sua opera più nota.

## Domenichino, tra omaggio e plagio
La Comunione di Agostino, alcuni decenni dopo la sua realizzazione, fu al centro di un'accesa disputa tra il Domenichino e il Lanfranco, pittori entrambi usciti dalla scuola carraccesca. 
Lo Zampieri, infatti, nel 1614, aveva licenziato una tela per la chiesa romana di San Girolamo alla Carità, dedicata allo stesso soggetto del capolavoro di Agostino e che ha con questa indubbie ed ampie similitudini. 
Qualche anno dopo, quando il Domenichino e il Lanfranco si trovarono in competizione per importanti commissioni romane, l'ultimo accusò apertamente il primo di plagio, proprio per aver copiato la Comunione di san Girolamo di Agostino Carracci. 
Per provare le sue accuse, il Lanfranco fece incidere il dipinto di Agostino dal suo allievo François Perrier in modo tale che anche a Roma (dove evidentemente l'opera non era nota essendo la stessa a Bologna) tutti potessero rendersi conto del plagio del Domenichino.
L'episodio non danneggiò particolarmente la fama del Domenichino, come comprova il giudizio del Bellori che “assolse” lo Zampieri dall'accusa di essere un plagiatore e giudicò la sua Comunione come una «lodevole imitatione» di quella di Agostino Carracci.